# Jennie Fletcher
Jennie Fletcher, född 19 mars 1890 i Belgrave, död 17 januari 1968 i Teeswater,  Ontario, Kanada, var en brittisk simmare.
Fletcher blev olympisk bronsmedaljör på 100 meter frisim vid sommarspelen 1912 i Stockholm.